# 馬瓦區
13°52′19″S 37°09′54″E / 13.872°S 37.165°E

馬瓦區（葡萄牙語：Maúa），是莫桑比克的行政區，位於該國西北部，由尼亞薩省負責管轄，首府設於馬瓦，面積9,957平方公里，2007年人口49,397，人口密度每平方公里5人。